# Dischisma tomentosum
Dischisma tomentosum är en flenörtsväxtart som beskrevs av Rudolf Schlechter. Dischisma tomentosum ingår i släktet Dischisma och familjen flenörtsväxter. Inga underarter finns listade i Catalogue of Life.